# Cybalomia arenosalis
Cybalomia arenosalis là một loài bướm đêm trong họ Crambidae.